# Miniszterelnökség
A Miniszterelnökség Magyarországon a miniszterelnök munkaszervezete, a korábbi államminiszteri hivatal utóda. Élén Lázár János állt 2012-től 2014-ig a miniszterelnökséget vezető államtitkárként, azt követően miniszterelnökséget vezető  miniszterként. 2018. május 18-ától, a negyedik Orbán-kormány megalakulásától a Miniszterelnökséget Gulyás Gergely vezeti. 
Rövidítése a jogszabályokban: MvM.

## Székhelye
Székhelye: 1055 Budapest, Kossuth Lajos tér 2-4.;

### Telephelyei
- 1051 Budapest, Széchenyi István tér 7-8.,
- 1054 Budapest, Báthory utca 10.
- 1055 Budapest, Széchenyi utca 14.
- 1055 Budapest, Bihari János utca 5.,
- 1062 Budapest, Bajza utca 32.,
- 1077 Budapest, Kéthly Anna tér 1.,
- 1027 Budapest, Horvát utca 12-26.,
- 1016 Budapest, Naphegy tér 1.,
- 1062 Budapest, Andrássy út 70.,
- 1055 Budapest, Szalay utca 10-14.,
- 1068 Budapest, Benczúr utca 34.,
- 1077 Budapest, Wesselényi utca 20-22.
- 1125 Budapest, Szilágyi Erzsébet fasor 22/C.,
- 1014 Budapest, Színház utca 1-9.[1]

## Története
A Miniszterelnökség mint a miniszterelnök hivatali szervezete ezen a néven az 1949. évi XX. törvény hatálybalépéséig működött.
A jelenlegi Miniszterelnökség közvetlen elődje, a Miniszterelnöki Hivatal titkárság típusú szerv volt, azaz a miniszterelnök hivatala csak a kormány titkársági feladatait, a kormányülések előkészítését és az ott született döntések végrehajtásának szervezését, ellenőrzését látta el. A Miniszterelnöki Hivatal  az Antall-kormány megalakulásától a második Orbán-kormány megalakulásáig működött mint  a kormány legfőbb hivatali szerve.
A Miniszterelnöki Hivatal  helyébe lépő Miniszterelnökség ezzel szemben kancellária típusú modellt követ, azaz  a miniszterelnök hivatala a kormányzat egész működésének koordinálásáért felelős, ellátja a kormányzás szempontjából kiemelt jelentőségű ágazati feladatok irányítását is. (A sajtóban ezért gyakran kancelláriaminisztérium néven emlegetik, élén a kancelláriaminiszterrel.)
A harmadik Orbán-kormány megalakulásától kezdődően a Miniszterelnökség kormányzati koordinációs feladatai is bővültek. 2015. őszén a Miniszterelnöki Kabinetiroda nevű új minisztérium megalakulása előtt a hatáskörök gondos szétválasztására volt szükség.
A Miniszterelnökség élén Lázár János állt 2012-től 2014-ig a miniszterelnökséget vezető államtitkárként, azt követően miniszterelnökséget vezető  miniszterként.
2018. május 18-ától, a negyedik Orbán-kormány megalakulásától a Miniszterelnökséget Gulyás Gergely vezeti.

## Feladat- és hatásköre
A miniszter a Kormány
- 1. anyakönyvi ügyekért,
- 2. állampolgársági ügyekért,
- 3. Budapest és a fővárosi agglomeráció fejlesztéséért,
- 4. európai uniós ügyek koordinációjáért,
- 5. építésügyi szabályozásért és építéshatósági ügyekért,
- 6. helyi önkormányzatok törvényességi felügyeletéért,
- 7. kormánybiztosok tevékenységének összehangolásáért,
- 8. kormányzati társadalmi kapcsolatok összehangolásáért,
- 9. kormányzati stratégiák kidolgozásának támogatásáért,
- 10. közigazgatási minőségpolitikáért és személyzetpolitikáért,
- 11. közigazgatás-fejlesztésért,
- 12. közigazgatás-szervezésért,
- 13. közbeszerzésekért,
- 14. kulturális örökség védelméért,
- 15. településfejlesztésért és településrendezésért,
- 16. területrendezésért,
- 17. társadalompolitika összehangolásáért,
- 18. társadalmi és civil kapcsolatok fejlesztéséért,
- 19. üldözött keresztények megsegítéséért és a Hungary Helps Program megvalósításáért,
- 20. ingatlan-nyilvántartásért,
- 21.  térképészetért

felelős tagja.